# Muratpaşa BSK
Le Muratpaşa Belediyesi Spor Kulübü (ou Muratpaşa BSK) est un club sportif turc domicilié à Muratpaşa dans la province d'Antalya. Le club est principalement connu pour sa section de handball féminin.

## Palmarès
Handball féminin
- Finaliste de la coupe Challenge en 2011 et 2012
- Champion de Turquie en 2012, 2013 et 2014